# Piolhinho-oliváceo
O piolhinho-oliváceo (Phyllomyias fasciatus), ou apenas piolhinho, é uma espécie de ave da família dos tiranídeos encontrada na América do Sul. É a espécie mais comum do gênero, frequentando bordas de florestas úmidas, matas secas, matas mesófilas, matas de galeria, áreas abertas com arborização esparsa, parques e jardins. Apresenta a cabeça cinza com a listra superciliar, as auriculares e a garganta brancas. Suas asas são levemente barradas e possui a plumagem de cor olivácea nas partes superiores e amarelo-claro nas inferiores. Acompanha bandos mistos nas copas ou à média altura. A espécie é parcialmente migratória entre 0 e 800m, e raramente chega até a 1800m.